# Astylosternus ranoides
Espèce
Statut de conservation UICN

 EN B1ab(iii)+2ab(iii) : En danger
Astylosternus ranoides est une espèce d'amphibiens de la famille des Arthroleptidae.

## Répartition
Cette espèce est endémique de l'Ouest du Cameroun. Elle se rencontre de 2 000 à 2 600 m d'altitude sur les monts Bamboutos et Neshele.

## Publication originale
- Amiet, 1978 : Les Astylosternus du Cameroun (Amphibia, Anura, Astylosterninae). Annales de la Faculté des Sciences du Cameroun, vol. 23/24, p. 99-227.